# Adesmia guttulifera
Adesmia guttulifera es una especie de planta floral del género Adesmia, categorizada en la tribu Dalbergieae, de la familia Fabaceae.

## Distribución
Especie nativa de Argentina. Crece en el bioma templado.

## Taxonomía
Fue descrita por Sandwith y publicada en Bull. Misc. Inform. Kew 1927: 180 (1927).